# Groupement suisse pour les régions de montagne

Logo du Groupement suisse pour les régions de montagne.

Le Groupement suisse pour les régions de montagne, en allemand Schweizerische Arbeitsgemeinschaft für die Berggebiete (SAB), est une association suisse ayant « pour but l'amélioration des conditions d'existence et des
possibilités de développement de la population de montagne » en Suisse.
Les activités du groupement couvrent aussi bien des actions de lobbyisme auprès des instances politiques, que le développement et le soutien de projets locaux ou encore des campagnes d'information sur les thématiques propres aux régions de montagne.

## La montagne en Suisse

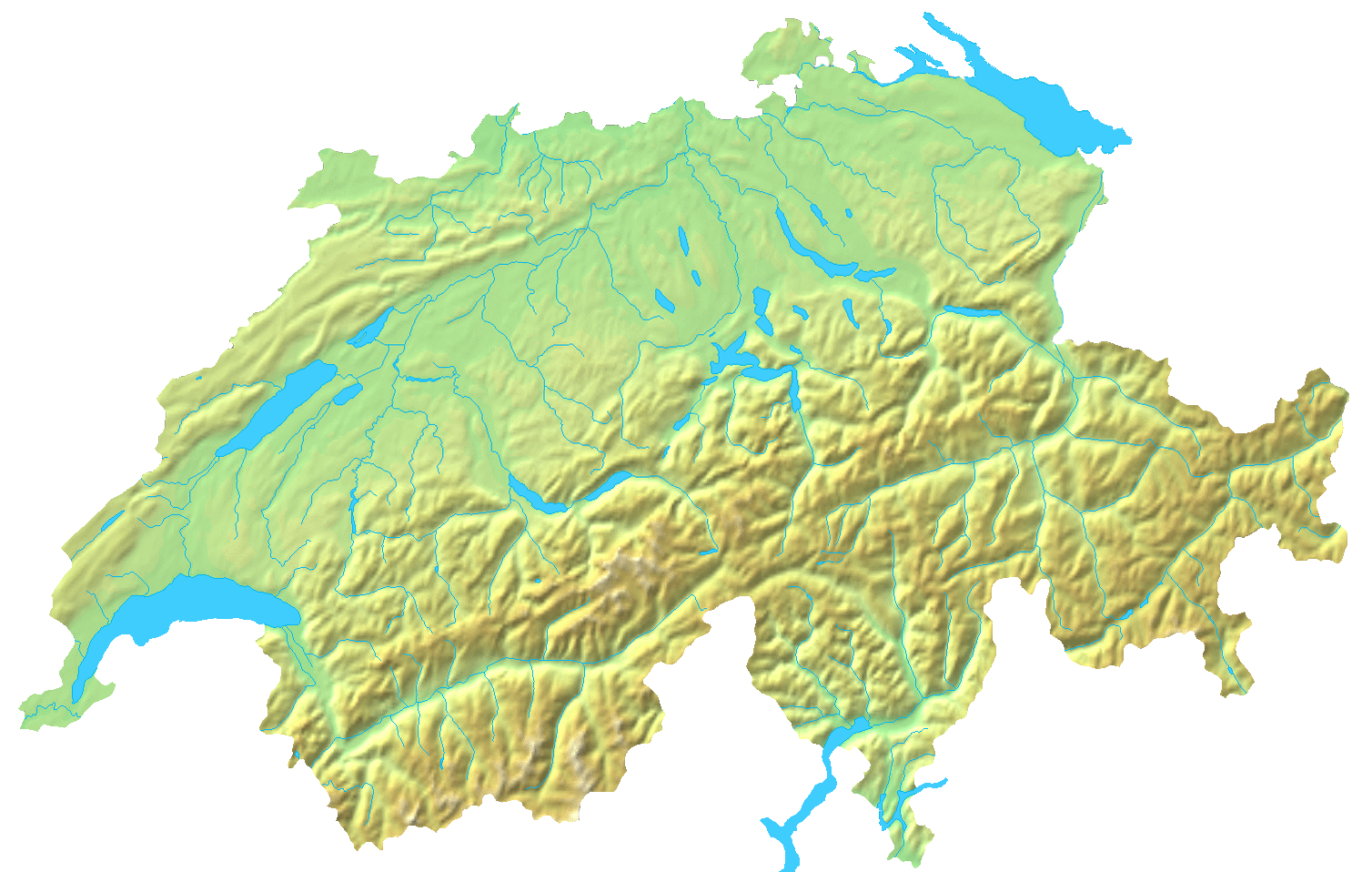
Carte en relief de la Suisse

Les régions de montagne suisses recouvrent environ les 2/3 du territoire, soit environ 27 500 km2 dont une grande partie  tiers constitué de zones improductives et de forêts. Ces régions abritaient cependant, en 2005, 1,8 million de personnes et fournissent environ 550 000 emplois à temps plein. En particulier, sur les 62 000 exploitations agricoles recensées en Suisse, plus de 50 % se trouvent en zone de montagne ou de collines.

## Portrait du SAB

### Historique
L'organisation a été fondée en 1943, originellement pour défendre les intérêts des paysans de montagne. Il fusionne en 1989 avec l'association suisse des régions de montagne pour prend en compte l’ensemble des thèmes se rapportant aux régions de montagne, ainsi qu’à l’espace rural, à savoir, entre autres, le tourisme, l'agriculture, la sylviculture, les services publics, l'énergie ou l'aménagement du territoire.

### Organisation
Selon ses statuts, l'organisation est constituée d’une Assemblée générale, d’un comité de 6 à 14 membres qui est responsable des orientations stratégiques, d’une centrale, située à Berne, chargée de la partie opérative et d’une section technique, basée à Brougg, active dans le domaine de l’aide aux milieux ruraux. Le Conseil des régions de montagne, qui compte entre 40 et 60 membres, se prononce quant à lui sur les orientations générales du SAB.

### Membres
L'organisation comprend, en 2010, 23 cantons, près de 700 communes, plus de 40 régions, environ 90 organisations nationales, cantonales et régionales, ainsi que 500 membres individuels.

## Activités

### Contexte
La Suisse, comme la majorité des pays d’Europe, est marquée, depuis plusieurs années, par un courant de mondialisation et de libéralisation des marchés. Ces tendances ont particulièrement touché les régions de montagne, ainsi que les zones périphériques. Les restructurations des anciennes régies fédérales (La Poste – CFF – Swisscom) et le redéploiement des activités économiques ont souvent été réalisés au détriment de ces dernières. Entre 2001 et 2008, le nombre d’offices postaux a par exemple passé d’environ 3400 à 2500 unités. La restructuration des anciennes régies fédérales a provoqué la perte de places de travail qui a souvent touché les régions de montagne.
Selon cette association, un risque existe que les régions de montagne soient pénalisées au niveau de la mise à disposition de services universels, tels que le développement des technologies de l'information et de la communication ou les transports publics régionaux.

### Axes d'actions
Parmi ses axes d'intervention, le SAB publie des prises de position en conformité avec les intérêts de ses membres, lors de procédures de consultations fédérales pouvant avoir des répercussions sur les régions de montagne et sur l’espace rural, ainsi que sur différents thèmes de politique générale. Cette association suit également l’évolution des principaux dossiers politiques liés aux régions de montagne et à l’espace rural, tout en maintenant des contacts réguliers avec des parlementaires fédéraux et des membres de l'administration fédérale. Le SAB est également présent sur la scène internationale en tant que membre de fondateur d’Euromontana et qu'observateur de la Convention alpine.
Le SAB complète son engagement politique par la création et de la mise en œuvre de projets, permettant, selon cette association, de développer des concepts « pouvant servir d’exemples pour l’ensemble des zones défavorisées ».

### Communication
Pour diffuser des informations, le SAB utilise différents moyens, parmi lesquels son site internet ou la revue montagna, périodique trilingue réservé aux membres de cette organisation. Il organise également des séminaires et des journées d'étude à l'attention des acteurs des régions de montagne et du grand public.